# Oligia scriptonova
Oligia scriptonova là một loài bướm đêm trong họ Noctuidae.